# 毛應鳳
毛應鳳（？—1719年7月17日（康熙五十八年六月一日）），和名勝連親方盛祐，琉球國第二尚氏王朝政治家、三司官。
康熙三十六年（1697年），以使者的身份，與都通事魏士哲（高嶺親方德明）一起前往清朝接貢，並送還朝鮮漂流人口。康煕五十一年（1712年），為請乞改為元銀色、兼賀又三郎公出痘事，奉命出使薩摩藩。康熙五十三年（1714年），以謝恩副使的身份，跟隨正使尚永恭（金武王子朝祐）上江戶，翌年回國。
康熙五十五年九月二十一日（1716年11月4日），出任三司官。康熙五十八年六月朔日（1719年7月17日）卒。